# Syzeuctus tigris
Syzeuctus tigris är en stekelart som beskrevs av André Seyrig 1926. Syzeuctus tigris ingår i släktet Syzeuctus och familjen brokparasitsteklar. Inga underarter finns listade i Catalogue of Life.